# Língua kuot
A língua Kuot ou Panarasé uma língua isolada, a única língua não Austronésia falada em na ilha de Nova Irlanda, Papua-Nova Guiné. São cerca de 2.400 falantes que se concentram no litoral noroeste da ilha. Como os falantes são poucos, não se distinguem dialeto no Kuot.

## Status
Kuot é uma língua em perigo de [língua extinta|extinção]] ,pois a maioria das crianças do grupo falando somente o Tok Pisin instead.

## Escrita
A língua usa o alfabeto latino ensinado por missionários e adaptado à fonologia da mesma. São 17 letras, não se usam as letras C, H, J, Q, X, Y, Z. Usa-se adicionalmente o ŋ.

## Fonologia

### Consoantes
|           |          | Bilabial | Alveolar | Velar |
| --------- | -------- | -------- | -------- | ----- |
| Nasal     | Nasal    | m        | n~ɲ      | ŋ     |
| Plosiva   | surda    | p        | t        | k     |
| Plosiva   | sonora   | b        | d        | ɡ     |
| Fricativa | surda    | ɸ~f      | s~ʃ      |       |
| Fricativa | sonora   | β~v      |          |       |
| Lateral   | Lateral  |          | l        |       |
| Vibrante  | Vibrante |          | ɾ        |       |

### Vogais
AS vogais /i/ e /u/ tendem a se tornar semivogais na presença de outras vogais. A extensão da vogal não é significativa. A presença de /i/ e  /u/ com outras vogais não pode ser vista como ditongos ou combinação de semivogal  e vogal.. Nunca há mais de três vogais numa sílaba. A combinação de ditongo com vogal também é possível mas elas são pronunciadas como uma sílaba. Ditongos são falados com um único som. 
|         | Anterior | Posterior |
| ------- | -------- | --------- |
| Fechada | i        | u         |
| Medial  | e        | o         |
| Aberta  | a        |           |

#### Alofones
| Fonema | Alofone |
| ------ | ------- |
| /i/    | [i~ɪ~j] |
| /e/    | [e~ɛ]   |
| /a/    | [a~ʌ]   |
| /u/    | [u~ʊ~w] |
| /o/    | [o~ɔ]   |

### Alternações morfofonêmicas

#### 't' para 'r' Alternation
O fonema /t/ em certos marcadores possesivos, tais como "-tuaŋ", "-tuŋ" e "-tuo" se tornam /r/ quando depois deeeee uma raiz que termina em vogal.  Compare:
- ira-ruaŋ – meu pai
- luguan-tuaŋ  – minha casa
- i'rama-ruo – meu olho
- nebam-tuaŋ – minha pena (de ave)

#### Redução de vogal
Quando o sufixo da 3ª pessoa masculina do singular "-oŋ" é usada num substantivo que termina em vogal, esa vogal tipicamente não é pronunciada. Exemplo: "amaŋa-oŋ" é pronunciada [aˈmaŋɔŋ], não [aˈmaŋaɔŋ].

#### Regra de sonorização
Quando sufixos iniciados por vogal são adicionados a raízes que terminam por consoante surdas, essas consoantes se tornam sonoras. Exemplos:
- /obareit-oŋ/ [obaˈreidoŋ] ele divide siso
- /taɸ-o/ [taˈβo] ele bebe
- /marik-oŋ/ [maˈriɡoŋ] ele ora

O fonema /p/ se torna [β], não [b].
- /sip-oŋ/ [ˈsiβɔŋ] isso sai
- /irap-a/ [iˈraβa] olhos dela

## Gramática
A língua usa a ordem de palavras VSO', como a língua irlandesa e também a galesa.  Sua morfologia é basicamente aglutinante, são dois os gêneros gramaticais, masculino e feminino. A primeira pessoa pode ser singular, dual ou plural, havendo distinção entre inclusiva e exclusiva.
Um exemplo: a frase parak-oŋ ira-ruaŋ kamin' significa literalmente 'meu pai come batata-doce'.  Parak-oŋ indica aspecto de continuidade do verbo 'comer', ira significa 'pai', -ruaŋ é um sufixo que indica possessão inalienável ('meu pai') e kamin é simplesmente 'batata-doce'.

## Amostra de texto
Pai Nosso
Mamo paŋ la nunama na panbinim, bonim nuo le ionaŋ ga babau ba. Inamon nuŋ le muioŋ na uriro kimanam. Eba opouluan agat nuŋ na uro kimanam are angelop la omeuluan agat nuŋ na panbinim. Titot le pakamneŋ parak puoieŋ na uro la, Ga navaiaŋ kirinim paŋ are pava gat la pavaio kirinim maioŋ teip ga magaulap la okosarmeŋ ira pa. Baraba panuala na noba uvuvuo, pa panaranaŋ na kilan a Satan. Nunuo le unuale bo inamon, ga maniŋ urier kukunim, ga eba maniŋ bonim ula kakanu atatan makin. Amen.<ref> Fonte Word Bibles.org